# Lyrodus takanoshimensis
Lyrodus takanoshimensis är en musselart som först beskrevs av Roch 1929.  Lyrodus takanoshimensis ingår i släktet Lyrodus och familjen skeppsmaskar. Inga underarter finns listade i Catalogue of Life.